# Filip Tetrarcha
Filip Tetrarcha, albo Herod Filip II (ur. ok. 24 p.n.e., zm. 34 w Betsaidzie) – tetrarcha Batanei, Gaulanitydy, Trachonu i Paneas od 4 p.n.e. Syn Heroda Wielkiego i Kleopatry z Jerozolimy. Mąż Salome III. Wychowywał się w Rzymie.
Filip odziedziczył północno-wschodnią część królestwa swego ojca i jest wspomniany przelotnie w Biblii przez Łukasza (Łk 3,1). Odbudował miasta Paneas (Cezarea Filipowa) i Betsaidę (Julias). Był pierwszym władcą żydowskim, który bił monety z wizerunkiem człowieka. Uchodził za władcę łagodnego i sprawiedliwego. Po jego śmierci Batanea, Trachon i Hauran zostały wcielone do rzymskiej prowincji Syrii. W 37 roku Kaligula nadał je Herodowi Agryppie I. Bywa mylony ze swoim bratem (i zarazem teściem) Herodem Boethosem, nazywanym przez Ewangelię Mateusza i Ewangelię Marka Filipem.
     Dzielnica Heroda Archelaosa, od 6 rzymska prowincja Judea
     Dzielnica Heroda Antypasa
     Dzielnica Heroda Filipa II
     Salome I (miasta Jamnia, Azotus, Fazaelis)
     Rzymska prowincja Syria
     Wolne miasta (Dekapolis)